# HD 1048
HD1048 є хімічно пекулярною зорею спектрального класу
A1 й має видиму зоряну величину в
смузі V приблизно  6.2.
Вона знаходиться  у сузір'ї Кита на відстані близько 350 світлових років від Сонця й віддаляється від нас зі швидкістю  15км/сек.

## Фізичні характеристики
Зоря HD1048 обертається порівняно повільно навколо своєї осі. Проєкція її екваторіальної швидкості на промінь зору становить Vsin(i)= 28км/сек.

## Пекулярний хімічний вміст
Зоряна атмосфера HD1048 має підвищений вміст Si.